# Canterbury-Bankstown

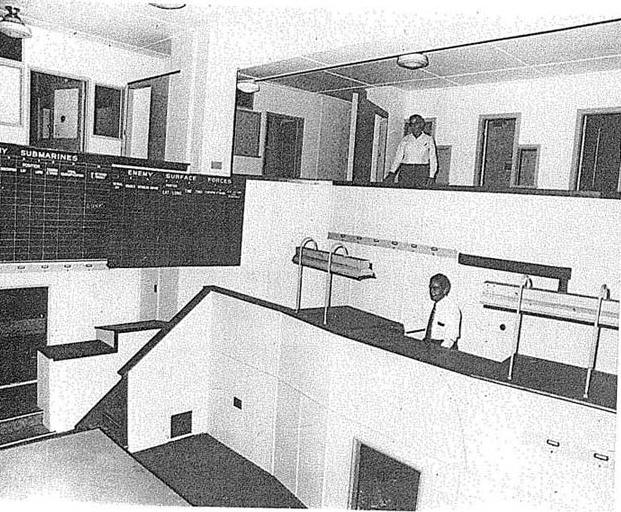
Quartier général de Défense aérienne australienne pendant la Seconde Guerre mondiale, le Bankstown Bunker, connu aussi sous le nom de No. 1 Fighter Sector RAAF.

Canterbury-Bankstown est un terme général utilisé pour décrire l'aire localisé autour de la ligne de chemin de fer de Bankstown dans la région de Sydney en Australie. Le quartier de Canterbury-Bankstown n'est pas de la responsabilité exclusive de la zone d'administration locale de Canterbury et de Bankstown, mais dépend de plusieurs zones d'administration locales. La Georges River se situe au sud de cette aire. La région est parfois appelée l'inner south-west.